# 부르크도르프 전쟁

노이-키부르크가의 문장, 원래 문장의 검은색 필드를 합스부르크 왕가의 붉은색으로 대체

부르크도르프 전쟁(독일어: Burgdorferkrieg) 또는 키부르크가 전쟁(독일어: Kyburgerkrieg)은 1383-84년에 노이-키부르크 백작과 베른시 사이에 현재 스위스에 있는 부르고뉴 백국령의 패권을 놓고 벌인 전쟁이다.

## 역사
키부르크 백작은 스위스 중부와 북부, 슈바비아에 있는 중세 귀족 가문이었다. 12세기와 13세기에 걸쳐 그들은 권력과 영향력이 확대되었다. 1250년~ 1251년에 키부르크의 무자녀 하르트만 4세는 부르크도르프의 중심이 있는 재산의 서쪽 부분을 그의 조카인 하트만 5세에게 양도했다. 하르트만 5세가 사망한 후 루돌프 폰 합스부르크 백작이 키부르크 땅의 서쪽 부분의 관리를 인수했고, 결국 그들을 재결합했다. 노이-키부르크의 가문은 합스부르크 가신으로서 통합된 키부르크 땅을 통치하기 시작했다. 1322년, 노이키부르크의 형제 에버하르트 2세와 하르트만 2세는 누가 분할되지 않은 땅을 상속할지를 놓고 서로 싸우기 시작했다. 전투는 “툰 성에서의 동족상잔”으로 이어졌고, 에버하르트는 그의 형제 하르트만을 죽였다. 그의 합스부르크 대군주들의 형벌을 피하기 위해 에버하르트는 베른으로 도망쳤다. 이듬해 그는 툰 마을과 툰성, 툰 주변의 땅을 베른에게 팔았다. 베른은 땅을 돌려주었다. 에버하르트는 봉토로, 노이-키부르크는 베른과 연결되었지만, 종종 도시와 충돌했다.
14세기에 신키부르크가는 점점 더 많은 빚을 지게 되었다. 1382년 11월 11일, 노이키부르크의 백작 루돌프 2세는 졸로투른시를 습격하여 도시가 빚을 탕감하도록 강요했다. 베른 시에게 있어 동맹국에 대한 이 공격은 도시가 노이키부르크 가문과의 유대를 끊을 수 있는 좋은 기회였다.
도시는 바젤로부터 차관과 루체른으로부터 무기를 받아 준비했다. 그들은 노이키부르크의 후원자인 오스트리아 합스부르크 공작 레오폴트 3세에게 간섭하지 않도록 설득했다. 그런 다음 그들은 뇌샤텔의 사보이와 처음으로 1353년 연방 헌장에 기초한 구스위스 연방으로부터 군사적 지원을 약속받았다.

## 부르크도르프 포위전
베른은 에멘탈과 오버아르가우 지역의 노이키부르크 가신을 공격하여 전쟁을 시작했다. 이것은 1383년 3월에 성 및 부르크도르프 마을에 있는 노이-키부르크 관리 센터에 대한 주요 공격이 뒤따랐다. 베른-졸로투른 군대는 삼림주, 루체른, 취리히, 뇌샤텔 및 사보이의 군대로 지원되었으며 투석기와 원시적인 총으로 무장했다. 루돌프 2세 백작이 전쟁이 시작되기 전에 사망했기 때문에 부르크도르프는 루돌프의 삼촌인 베르히톨트 1세가 방어했다. 베르히톨트 휘하에서 부르크도르프는 45일간의 포위 공격을 견뎌냈다. 1383년 4월 21일 베른과 부르크도르프 시민들 사이에 노이키부르크 가문에 대항하여 휴전 협상을 시도했지만 실패했다.

## 여파
전쟁의 막대한 부담과 국내의 시민 불안에 시달린 베르네 평의회는 전쟁을 끝내기 위해 연방의 중재를 모색했다. 1384년 4월 5일 노이키부르크 가문은 부르크도르프와 툰의 도시와 툰성을 베른에 37,800길더에 매각하는 데 동의했다. 이 두 도시를 통해 베른은 이 지역에서 가장 큰 에멘탈 시장인 베른고원으로 확장할 수 있었다. 베른은 4월 7일 이 조약을 수락하고 전쟁을 끝냈다. 노이-키부르크가에게 부르크도르프와 툰의 상실은 그들의 힘의 종말을 의미했다. 가문은 라우펜성에 대한 권리를 얻었지만, 자유가 제한되었다. 그들은 자유롭게 움직일 수 없었고, 군사적 권리가 제한되어 있었고, 분쟁 시 연방 중재가 의무적이었다.